# دايفيد تانر
دايفيد تانر (بالإنجليزية: David Tanner)‏ (و. 1984  م) هو راكب دراجة هوائية، من أستراليا، ولد في ملبورن، شارك في طواف إسبانيا، وطواف إسبانيا 2013، وطواف إيطاليا 2014، مركز لعبه هو ثاقب ‏، وعداء دراجات ‏.

## سباقات أو مراحل فاز بها
| التاريخ        | السباق                              | المركز                      |
| -------------- | ----------------------------------- | --------------------------- |
| 01 يناير 2007  | لا رو تورانجيل 2007                 | المركز الثاني               |
| 01 يناير 2007  | 2007 Ronde de l'Oise                | المركز الثالث               |
| 19 سبتمبر 2010 | طواف الصين 2010                     | المركز الثاني               |
| 02 أبريل 2011  | فولتا ليمبورغ الكلاسيكي 2011        | العاشر في التصنيف العام     |
| 31 مارس 2012   | جائزة ميغيل إندوراين 2012           | المرتبة 18 في التصنيف العام |
| 19 أغسطس 2012  | طواف فاتينفول 2012                  | المرتبة 12 في التصنيف العام |
| 12 سبتمبر 2014 | جائزة كيبيك الكبرى للدراجات 2014    | الفائز في ترتيب التسلق      |
| 09 يونيو 2016  | غروسر برايس ديس كانتونس أرجو 2016   | المركز الثالث               |
| 11 سبتمبر 2016 | جائزة مونتريال الكبرى للدراجات 2016 | المرتبة 18 في التصنيف العام |

## روابط خارجية
- دايفيد تانر على موقع الاتحاد الدولي للدراجات (الإنجليزية)
- دايفيد تانر على موقع أرشيف الدراجات (الإنجليزية)
- دايفيد تانر على موقع إحصائيات الدراجات الإحترافية (الإنجليزية)
- دايفيد تانر على موقع نسبة الدراجات (الإنجليزية)
- دايفيد تانر على موقع CycleBase (الإنجليزية)